# Dihydantoin-Embryopathie
Die Dihydantoin-Embryopathie ist eine sehr seltene, durch Einnahme des Antiepilepsiemittels Phenytoin (Diphenyl-Hydantoin) während der Schwangerschaft verursachte Embryopathie. Hauptmerkmale des Fehlbildungssyndromes sind auffällige Gesichtsveränderungen, unterentwickelte Finger- und Zehenendglieder, Wachstumsverzögerung und geistige Behinderung.
Synonyme sind: Hydantoin-Embryopathie; Phenytoin-Embryopathie; Antiepileptika-Embryofetopathie; Phenytoin-Syndrom; Dilantoin-Syndrom; Hydantoin-Barbiturat-Embryopathie
Die Erstbeschreibung stammt aus dem Jahre 1972 durch J. Donald Easton, die Abgrenzung als Syndrom erfolgte 1973/74 durch den US-amerikanischen Pädiater James W. Hanson und David W. Smith.

## Verbreitung
Das Syndrom entwickelt sich bei 5 bis 10 % bei Exposition gegenüber Hydantoin während der Schwangerschaft.
Eventuell besteht eine mit dem EPHX1-Gen assoziierte genetische Prädisposition.

## Klinische Erscheinungen
Klinische Kriterien sind:
- Gesichtsdysmorphie mit Hypertelorismus, Epikanthus medialis, kurzer Nase und tief ansetzenden Ohrmuscheln
- Hypoplasie der Finger- und Zehenendglieder bis einseitige Acheirie[10]
- vor- und nachgeburtliche Wachstumsverzögerung
- erhöhtes Risiko neurologischer Auffälligkeiten

Hinzu können Mikrozephalie, Augenfehlbildungen, Gaumenspalte, Hernien, Hypospadie und Herzfehler kommen.